# 10133 Gerdahorneck
A 10133 Gerdahorneck (ideiglenes jelöléssel (10133) 1993 GC1) a Naprendszer kisbolygóövében található aszteroida. Henry Holt fedezte fel 1993. április 15-én.

## Kapcsolódó szócikk
- Kisbolygók listája (10001–10500)